# ラスト・リペア・ショップ
『ラスト・リペア・ショップ』（The Last Repair Shop）は、ベン・プラウドフットとクリス・バワーズ監督による2023年のアメリカ合衆国の短編ドキュメンタリー映画である。
ブレイクウォーター・スタジオズ製作のこの映画は2023年9月1日に第50回テルライド映画祭でワールド・プレミアが行われ、また2023年9月24日にカルガリー国際映画祭で短編ドキュメンタリー映画賞を受賞した。
他に第8回クリティクス・チョイス・ドキュメンタリー・アワード短編ドキュメンタリー賞、第96回アカデミー賞短編ドキュメンタリー映画賞を受賞した。
2023年11月8日よりYouTubeと『ロサンゼルス・タイムズ』のウェブサイトで配信された。

## 内容
このドキュメンタリーはロサンゼルスのダウンタウンにある倉庫を舞台とし、そこでわずかな数の献身的な職人たちが8万を超える学生用の楽器の修理を続ける姿をとらえている。

## キャスト
- デイナ・アトキンソン
- パティ・モレノ
- デュアン・マイケルズ
- スティーブ・バグマニャン

## 製作
プラウドフットとバワーズは2021年のアカデミー賞短編ドキュメンタリー映画賞候補となった『Concerto is a Conversation』を共同で監督した。その映画のプロデューサーであるジェレミー・ランバートはロサンゼルス統一学区（LAUSD）の64年の歴史をもつワークショップに関する記事を伝えた。 
バワーズがLAUSDの生徒だったころに想像していたよりもはるかに小規模だったそのワークショップは職人4人のプロフィールを含む映画の主題となった。最初の楽器が学校支給のサックスだったバワーズは生徒たちもプロファイリングする必要があると感じた。インタビューされたスタッフの中にはアゼルバイジャンからのアルメニア難民でピアノ技師のスティーヴ・バグマニャンも含まれており、彼はバワーズが小中学校で使っていたピアノを調律していた。

## 公開
2023年9月1日に第50回テルライド映画祭の「メイン・スレイト: エピソディック・フォーム&ショート・フォーム」部門でワールド・プレミアが行われた。2023年10月にはミドルバーグ映画祭で上映された。
2023年10月、サーチライト・ピクチャーズとL.A.タイムズ・スタジオズがこの映画を購入し、2023年11月8日に『ロサンゼルス・タイムズ』のYouTubeチャンネルとウェブサイトで無料公開された。

## サウンドトラック
| #         | タイトル                   | 作詞      | 作曲・編曲 | アーティスト                             | 時間 |
| --------- | -------------------------- | --------- | ---------- | ---------------------------------------- | ---- |
| 1.        | 「The Last Repair Shop」   |           |            | カチャ・リチャードソン、クリス・バワーズ | 2:06 |
| 2.        | 「Dana: Strings」          |           |            | カチャ・リチャードソン                   | 0:38 |
| 3.        | 「It’s Hard Being a Kid」  |           |            | カチャ・リチャードソン                   | 0:40 |
| 4.        | 「I Thought I Was Broken」 |           |            | カチャ・リチャードソン、クリス・バワーズ | 1:13 |
| 5.        | 「Practice Makes Perfect」 |           |            | カチャ・リチャードソン、クリス・バワーズ | 0:38 |
| 6.        | 「I’m Still Here」         |           |            | カチャ・リチャードソン、クリス・バワーズ | 0:48 |
| 7.        | 「Paty: Brass」            |           |            | カチャ・リチャードソン                   | 0:59 |
| 8.        | 「My Story」               |           |            | カチャ・リチャードソン、クリス・バワーズ | 1:13 |
| 9.        | 「American Dream」         |           |            | カチャ・リチャードソン、クリス・バワーズ | 0:57 |
| 10.       | 「My Son」                 |           |            | カチャ・リチャードソン、クリス・バワーズ | 0:51 |
| 11.       | 「The Test」               |           |            | カチャ・リチャードソン、クリス・バワーズ | 1:54 |
| 12.       | 「All These Years」        |           |            | カチャ・リチャードソン、クリス・バワーズ | 1:29 |
| 13.       | 「Duane: Woodwinds」       |           |            | カチャ・リチャードソン、クリス・バワーズ | 0:56 |
| 14.       | 「Frankenstein」           |           |            | カチャ・リチャードソン                   | 0:31 |
| 15.       | 「Swap Meet」              |           |            | カチャ・リチャードソン                   | 1:04 |
| 16.       | 「Dream a Little」         |           |            | カチャ・リチャードソン                   | 0:36 |
| 17.       | 「Steve: Pianos」          |           |            | カチャ・リチャードソン、クリス・バワーズ | 2:13 |
| 18.       | 「Baku, 1987」             |           |            | カチャ・リチャードソン、クリス・バワーズ | 1:46 |
| 19.       | 「We Left Everything」     |           |            | カチャ・リチャードソン、クリス・バワーズ | 1:26 |
| 20.       | 「See How Life Is?」       |           |            | カチャ・リチャードソン、クリス・バワーズ | 2:02 |
| 21.       | 「I Love the Violin」      |           |            | カチャ・リチャードソン                   | 2:02 |
| 22.       | 「The Alumni」             |           |            | クリス・バワーズ                         | 3:45 |
| 合計時間: | 合計時間:                  | 合計時間: | 29:00      |                                          |      |

## 受賞とノミネート
この映画はL.A.タイムズ・スタジオズの作品としては初めてアカデミー短編ドキュメンタリー映画賞候補となった。
| 賞                                                 | 発表日         | 部門                               | 対象                                     | 結果       | 参照         |
| -------------------------------------------------- | -------------- | ---------------------------------- | ---------------------------------------- | ---------- | ------------ |
| カルガリー国際映画祭                               | 2023年10月1日  | ドキュメンタリー短編映画賞         | 『ラスト・リペア・ショップ』             | 受賞       | [ 16 ]       |
| ミドルバーグ映画祭                                 | 2023年10月22日 | シーラ・ジョンソン・ヴァンガード賞 | クリス・バワーズ                         | 受賞       | [ 17 ]       |
| クリティクス・チョイス・ドキュメンタリー・アワード | 2023年11月12日 | 短編ドキュメンタリー賞             | 『ラスト・リペア・ショップ』             | 受賞       | [ 18 ]       |
| クリティクス・チョイス・ドキュメンタリー・アワード | 2023年11月12日 | 音楽賞                             | カチャ・リチャードソン、クリス・バワーズ | ノミネート | [ 18 ]       |
| ハリウッド・ミュージック・イン・メディア賞         | 2023年11月15日 | 短編映画作曲賞 (ドキュメンタリー)  | 『ラスト・リペア・ショップ』             | ノミネート | [ 19 ]       |
| アストラ映画&クリエイティブ賞                      | 2024年1月6日   | 短編映画賞                         | 『ラスト・リペア・ショップ』             | ノミネート | [ 20 ]       |
| ブラック・リール賞                                 | 2024年1月16日  | インディペンデント短編映画賞       | 『ラスト・リペア・ショップ』             | ノミネート | [ 21 ]       |
| アカデミー賞                                       | 2024年3月10日  | 短編ドキュメンタリー映画賞         | ベン・プラウドフット、クリス・バワーズ   | 受賞       | [ 22 ] [ 6 ] |

### 批評家リスト
| 発表媒体                     | 年   | 一覧記事                                                                     | 参照   |
| ---------------------------- | ---- | ---------------------------------------------------------------------------- | ------ |
| 『バラエティ』               | 2023 | Shorts showcase of 15 titles at Doc NYC                                      | [ 23 ] |
| 第17回シネマ・アイ・オナーズ | 2023 | Shorts List (Cinema Eye's Annual List of the Year's Top Short Documentaries) | [ 24 ] |